# Folsomides quinocellatus
Folsomides quinocellatus är en urinsektsart som beskrevs av John Tenison Salmon 1954. Folsomides quinocellatus ingår i släktet Folsomides och familjen Isotomidae. Inga underarter finns listade i Catalogue of Life.